# Titus Flavius Sabinus (Suffektkonsul 72)
Titus Flavius Sabinus war ein römischer Suffektkonsul und Militär im 1. Jahrhundert n. Chr. Sein gleichnamiger Vater war Bruder des Kaisers Vespasian. 
Sabinus wurde noch von Kaiser Nero oder Galba zusammen mit Gnaeus Arulenus Caelius Sabinus zum Suffektkonsul für die Monate Mai und Juni des Jahres 69 designiert. Mitte April 69 machte Kaiser Otho Sabinus zum Befehlshaber über die vorher von Martius Macer geführten 2000 Gladiatoren. Nach Othos Selbstmord schloss sich Sabinus dem neuen Kaiser Vitellius an, so dass er spätestens am 30. April sein Suffektkonsulat antreten konnte. Vespasian trug seinem Neffen nach dem Tod des Vitellius nichts nach. So konnte er sogar noch ein zweites Suffektkonsulat im Jahr 72 bekleiden. Danach hatte Sabinus als curator operum publicorum die Aufsicht über alle öffentlichen Gebäude.
Obwohl Tacitus in seinen Historien die verwandtschaftliche Beziehung zwischen dem designierten Konsul für 69, Titus Flavius Sabinus, und dem gleichnamigen Stadtpräfekten nicht klärt, wird heute angenommen, dass der Stadtpräfekt der Vater des designierten Konsuls war.
Der Suffektkonsul der Jahre 69 und 72 hatte zwei Söhne, Titus Flavius Sabinus (Konsul 82) und Titus Flavius Clemens.